# کارآموز قراردادی

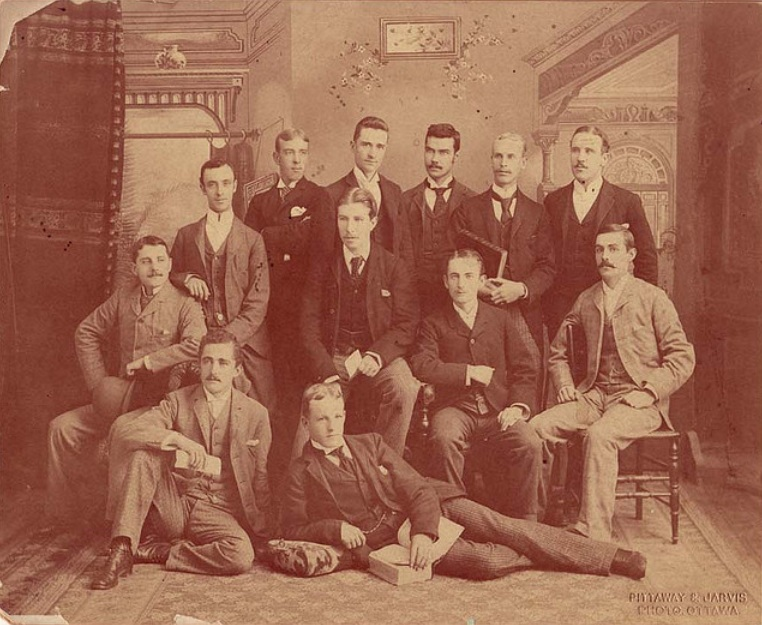
گروهی از دانشجویان قراردادی در سال ۱۸۹۱ در اتاوا، انتاریو، کانادا

کارآموز قراردادی (به انگلیسی: Articled clerk) عنوانی است که در کشورهای مشترک‌المنافع، برای کسی که در حال تحصیل در رشتهٔ حسابداری یا خقوق است استفاده می‌شود. در این شرایط، آن‌ها تحت نظارت فردی قرار می‌گیرند که پیشتر در این حرفه بوده است؛ مدت زمانش اکنون معمولاً دو سال است، اما پیشتر میان سه تا پنج سال رایج بود. کارآموز قراردادی را می‌توان با کارآموز یک شرکت مقایسه کرد. کارآموزان ملزم به امضای قراردادی هستند که در آن، با شرایط کارآموز قراردادی بودن که به عنوان «مواد کارآموزی» شناخته می‌شود، با تعهد به مدت معینی کار موافقت کنند. واژه‌نامه حقوقی وارتون، کارآموز قراردادی را این گونه تعریف می‌کند: «شاگرد سلیسیتر، که برپایهٔ مواد کارآموزی، عهدهای ادامه‌دار، متقابلاً التزام‌آور، متعهد می‌شود که اصول و عملکرد حرفه را به او آموزش دهد». قرارداد با یک شریک خاص در شرکت است و نه با کل شرکت.
برخی حرفه‌ها در برخی کشورها، ترجیح می‌دهند از اصطلاحات «دانشجویان» یا «کارآموزان» (مثلاً سلیسیتر کارآموز) استفاده کنند و به جای مواد کارآموزی، از اصطلاح «قراردادهای آموزشی» از طریق فرآیند آموزش تجربی استفاده کنند.
معماران شاگرد نیز می‌توانند قراردادی شوند. هنری پرسی آدامز با معمار برایتون بینیون (‎۱۸۴۶–۱۹۰۹)، قرارداد بست.

## استرالیا
پیشتر در استرالیا، فارغ‌التحصیلان حقوق که به دنبال وکیل شدن بودند، از طریق هیئت پذیرش حقوقی ایالت خود، ملزم به تکمیل مواد مربوط به کارآموزی بودند (که معمولاً به آن‌ها «مواد» گفته می‌شد). از آن هنگام، روند سازماندهی دوباره شد که در آن فارغ‌التحصیلان حقوق، باید یک دوره آموزش حقوقی عملی را پیش از پذیرش بگذرانند.

## کانادا
وکلای کانادایی باید پس از فارغ‌التحصیلی از دانشکدهٔ حقوق، یک دورهٔ آموزش تجربی را بگذرانند، یا از طریق ۱۰ ماه کارآموزی یا با تکمیل یک برنامهٔ جایگزین ایجاد شده توسط وکالت استانی که می‌خواهند به آن فراخوانده شوند. بسته به استان، ممکن است نیاز باشد که دانشجویان در طول سال کارآموزی خود، در آزمون وکالت در قالب آموزش حقوقی حرفه‌ای پذیرفته شوند و مدرک آن برایشان صادر شود.

## هند
در هند، پس از اتمام امتحانات اولیه، دانشجویان حسابداری رسمی باید خود را نزد یکی از شرکای یک شرکت ثبت شده در مؤسسهٔ حسابداران رسمی هند، نام‌نویسی کنند. آن‌ها باید مقاله‌های خود را در یک دورهٔ ۱۸ ماهه ارائه دهند و به دنبال آن، آموزش صنعتی برای ۲ سال و نیم تا ۳ سال انجام شود.

## سری‌لانکا
در سری‌لانکا، اعضای دانشجوی مؤسسه حسابداران رسمی سری‌لانکا ملزم به خدمت به‌عنوان کارآموز هستند، که طبق مواد این خدمت نزد یکی از اعضای مؤسسه در عمل، یا با یکی از اعضای مؤسسه که یک کارمند حقوق‌بگیر در خدمت یک شرکت حسابداران است، انجام می‌شود؛ که دومی در واقع یک دورهٔ آموزشی عملی دست‌کم سه ساله است. آن‌ها در این دوره به عنوان کارآموز قراردادی شناخته می‌شوند.